# 庫魯佩迪安戰役
庫魯佩迪安戰役（公元前281年）是亞歷山大大帝的敵對繼業者—之間最後的一場戰役。戰役的兩方是利西馬科斯與塞琉古一世。利西馬科斯統治色雷斯十多年及在伊普蘇斯戰役後統治小亞細亞西部，又在這次戰役前沒多久終於得到馬其頓。塞琉古統治著東小亞細亞、敘利亞、美索不達米亞及波斯。除了兩個年邁的國王單打獨鬥及塞琉古打勝了外，我們幾乎對該戰役一無所知。 
雖然這次勝利讓塞琉古名義上控制亞歷山大帝國除了埃及以外的每一處地方，但勝利並無改變甚麼。塞琉古沒多久就被托勒密·克勞諾斯暗殺，馬其頓迅即被托勒密·克勞諾斯奪取。這是那個年代兩個已經年老的前伙伴及前盟友，最終互相戰死的一個典型。亞歷山大的大部份將軍過著爭鬥生活，亦死於爭鬥，只除了少數如托勒密一世平靜死於亞歷山卓。